# فرودگاه بین‌المللی پورتو وییو
فرودگاه بین‌المللی پورتو وِییو (به پرتغالی: Aeroporto Internacional de Porto Velho) (به زبان بومی: Aeroporto Internacional de Porto Velho-Governador Jorge Teixeira de Oliveira (Belmonte)) یک فرودگاه همگانی و نظامی مسافربری با کد یاتا PVH است که یک باند فرود آسفالت دارد و طول باند آن ۲۴۱۶ متر است. این فرودگاه در کشور برزیل قرار دارد و در ارتفاع ۹۰ متری از سطح دریا واقع شده‌است.

## شرکت‌های هواپیمایی و مقصدهای پروازی
| شرکت‌های هواپیمایی     | مقصدهای پروازی                          |
| --------------------- | --------------------------------------- |
| آزول برزیلین ایرلاینز | تانکردو نوس، مارشال روندو، ادواردو گومز |
| گول ایر ترنسپورت      | برازیلیا، سائو پائولو گوارولوس          |
| تام ایرلاینز          | برازیلیا، ریو برانکو                    |
| Rimaa                 | ککول، لابرا، ادواردو گومز               |

a.^  Air taxi company operating regular charter flights.